# Josephine Webb
Josephine Webb (ur. 21 czerwca 1918 w Niagara Falls, USA, zm. 2017) – amerykańska inżynier elektryk. Posiadaczka dwóch patentów na olejowe wyłączniki instalacyjne. Opracowała również fax wysokiej rozdzielczości.

## Życiorys
Urodziła się jako Josephine Rohas. Jej ojciec wyjechał, by wziąć udział w I wojnie światowej i nie wrócił do domu. Wychowywała się ze starszym bratem Roderickiem. Gdy brat zainteresował się krótkofalarstwem, Josephine również się nim zajęła. W wieku 13 lat uzyskała licencję jako najmłodsza osoba w USA. Jako dziecko była zafascynowana samolotami. W 1934 ukończyła Kenmore High School. Pracowała 2 lata, zanim rozpoczęła studia na Purdue University w dziedzinie elektrotechniki. Studia ukończyła w 1940. Była członkiem Towarzystwa Badań Naukowych Sigma Xi.
W 1942 rozpoczęła pracę w Westinghouse Electric Corporation jako projektant. Pracowała między innymi nad sieciami elektrycznymi dla Zapory Hoovera. Otrzymała dwa patenty na olejowe wyłączniki instalacyjne.
W 1946 została dyrektorem rozwoju w laboratorium zajmującym się faksami w firmie Alden. Opracowała 18 calowe urządzenie pozwalające na przesyłanie całych stron gazet.
Później, wraz z mężem Herbertem Webbem, założyła Webb Consulting Company. Firma specjalizowała się w urządzeniach pomiarowych, komunikacyjnych i testowych. W 1977 rozpoczęła pracę w North Idaho College, gdzie tworzyła centrum komputerowe.